# Zmarli w roku 2009

## Grudzień 2009
Zobacz Zmarli w grudniu 2009.

## Listopad 2009
Zobacz Zmarli w listopadzie 2009.

## Październik 2009
Zobacz Zmarli w październiku 2009.

## Wrzesień 2009
Zobacz Zmarli we wrześniu 2009

## Sierpień 2009
Zobacz Zmarli w sierpniu 2009.

## Lipiec 2009
Zobacz Zmarli w lipcu 2009.

## Czerwiec 2009
Zobacz Zmarli w czerwcu 2009.

## Maj 2009
Zobacz Zmarli w maju 2009.

## Kwiecień 2009
Zobacz Zmarli w kwietniu 2009.

## Marzec 2009
Zobacz Zmarli w marcu 2009.

## Luty 2009
Zobacz Zmarli w lutym 2009.

## Styczeń 2009
Zobacz Zmarli w styczniu 2009.